# Curlie

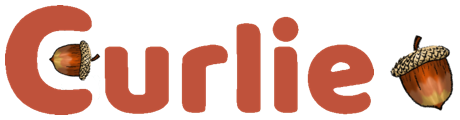
Curlie-logo

Het Open Directory Project (ODP), ook bekend als DMOZ (naar de eerdere domeinnaam directory.mozilla.org), is een in 1998 opgerichte, voormalige webindex met links naar websites. ODP was eigendom van AOL maar werd opgebouwd en onderhouden door een groep vrijwillige redacteuren.
In april 2004 bevatte de index meer dan 4,5 miljoen websites, ingedeeld in 590.000 categorieën. Er waren ongeveer 10.000 redacteuren actief voor 73 verschillende talen.
Het ODP was volledig gratis. Toevoegen van een nieuwe website of gebruik van de gegevens kostte niets, zolang de licentie gerespecteerd werd.

## Einde
Op of rond 20 oktober 2006 werd het ODP getroffen door een "catastrofale" systeemcrash. Redacteuren konden hierdoor tot 18 december niet inloggen en gedurende die twee maanden was alleen een oude versie van de database te zien.
Aan het project kwam op 17 maart 2017 een einde, omdat AOL het niet langer wilde steunen en hosten.

## Curlie
Omdat AOL aangaf de domeinnaam niet te willen overdragen, is het project voortgezet onder de naam Curlie. De oude DMOZ werd gearchiveerd en is online beschikbaar.